# Gamboma
Gamboma è una città della Repubblica del Congo, situata nel dipartimento degli Altopiani.